# プブリウス・ポピッリウス・ラエナス
プブリウス・ポピッリウス・ラエナス（ラテン語: Publius Popillius Laenas、生没年不詳）は、紀元前2世紀中期・後期の共和政ローマの政治家・軍人。紀元前132年に執政官（コンスル）を務めた。

## 出自
ラエナスはプレブスであるポピッリウス氏族の出身である。ポピッリウス氏族が歴史に登場するのは紀元前360年代のことである。紀元前367年のリキニウス・セクスティウス法により、執政官職がプレブスにも開放されてまもない紀元前359年、マルクス・ポピッリウス・ラエナスが氏族最初の執政官となっている。歴史に登場するポピッリウス氏族のほとんどが、ラエナス家の人物である。このコグノーメン（第三名、家族名）は、暖炉の火を意味するラテン語であるラエナから来ていると、キケロは述べている。しかし、ドイツの歴史学者ミュンツァーは、非ラテン語（おそらくエトルリア語）由来の名前で、これがローマで家族名に変わったと示唆している。
カピトリヌスのファスティに拠れば、ラエナスの父のプラエノーメン（第一名、個人名）はガイウス、祖父はプブリウスである。父ガイウスは紀元前172年と紀元前158年に執政官を務めた。ラエナスにはガイウスという兄がおり、紀元前133年にプラエトル（法務官）を務めたが、紀元前130年の執政官選挙に落選している。

## 経歴
執政官就任年とウィッリウス法の規定から、ラエナスは遅くとも紀元前135年までには法務官に就任したはずである。一つの碑文に、ラエナスがシキリア属州の総督となり、脱走奴隷917人を捕らえて主人に引き渡したことが記されている。
そのラエナスは農地改革を進めるティベリウス・センプロニウス・グラックス（グラックス兄）と激しく対立するようになる。このため歴史学者F. ミュンツァーは、ラエナスが執政官に当選したのは、やはり反グラックスであるプブリウス･コルネリウス・スキピオ・アエミリアヌス・アフリカヌス・ヌマンティヌスの支援が大きいと考えている。一方でG. フォルクマンは、その説には根拠がないとしている。
何れにせよ、ラエナスは紀元前132年に執政官に就任する。同僚執政官は、同じくプレブスのプブリウス・ルピリウスであった。ラエナスは執政官としてカプアとレギウムを結ぶポピリア街道を建設した。またアリミヌムとアトリアを結ぶ道路も建設している。さらにフラミニア街道を伸延し、アリミヌムからアドリア海に沿ってアクイレイアまで続くポピリア・アニア街道も建設した。この地域が後にヴェネツィアとなる。ラエナスは公有地（アゲル・プブリクス）を小規模地主に分配した。彼自身の言葉によると、それまで牧草地に過ぎなかった公有地を耕作地にした最初の例であった。イタリアにはフォルム・ポッピリアという彼の名前を冠した町が二つあった。一つは南部のルカニアに、もう一つは北方のアエミリア街道沿いにあった。
同年、元老院は前年（紀元前133年）に殺害されたグラックス兄の活動を調査し、その支持者を処罰するための特別委員会を結成した。この委員会は両執政官が中心となったが、極端な残虐性を示し、多くの者に死刑や追放を宣告したため、ほぼ全市民から憎悪された。後にこの憎悪を、弟であるガイウス・センプロニウス・グラックスが利用する。グラックス弟は紀元前123年に護民官となると、正規の裁判なしで市民を追放した公職者を、民会で裁くことができる法律を成立させた。実際には、この法律が標的としていたのはラエナスであった。プルタルコスによれば、ラエナスは正規の出廷命令が届く前にイタリアから逃亡した。一方でガイウス・ウェッレイウス・パテルクルスは、ラエナスが市民の憎しみの犠牲となった裁判に関して言及している。現代の歴史学者は、ラエナスは正式に裁判にかけられたと考えている。
キケロは、ローマから追放されヌケリアで隠居生活を送ったクィントゥス・ポピッリウスという人物に言及している。しかし、現代の研究者はこれは誤記載であり、この人物がラエナスであると考えている。追放解除はラエナスの親族の重要な課題となり、一方でグラックス弟は特別な演説を行ってこれに反対した。紀元前121年にグラックス弟が殺害されると、護民官ルキウス・カルプルニウス・ベスティアはラエナスの追放解除のための特別法を成立させた。

## 子孫
ラエナスには、プブリウス、ガイウスおよびクィントゥスという息子が3人いた。プブリウスとクィントゥスに関しては、一つの碑文に記載があるのみである。ガイウスは紀元前107年にレガトゥスを務めている。

## 参考資料

### 古代の資料
- ウァレリウス・マクシムス『有名言行録』
- カピトリヌスのファスティ
- ガイウス・ウェッレイウス・パテルクルス『ローマ世界の歴史』
- プルタルコス『対比列伝』
- マルクス・トゥッリウス・キケロ『ブルトゥス』
- マルクス・トゥッリウス・キケロ『バルブスに対する弁護』

### 研究書
- Broughton R. Magistrates of the Roman Republic. - New York, 1951. - Vol. I. - P. 600.
- Münzer F. Römische Adelsparteien und Adelsfamilien. - Stuttgart, 1920. - P. 437.
- Volkmann H. Popillius // Paulys Realencyclopädie der classischen Altertumswissenschaft . - 1953. - Bd. XXII, 1. - Kol. 50-52.
- Volkmann H. Popillius 17 // Paulys Realencyclopädie der classischen Altertumswissenschaft . - 1953. - Bd. XXII, 1. - Kol. 57.
- Volkmann H. Popillius 19 // Paulys Realencyclopädie der classischen Altertumswissenschaft . - 1953. - Bd. XXII, 1. - Kol. 58-59.
- Volkmann H. Popillius 20 // Paulys Realencyclopädie der classischen Altertumswissenschaft . - 1953. - Bd. XXII, 1. - Kol. 59-60.
- Volkmann H. Popillius 28 // Paulys Realencyclopädie der classischen Altertumswissenschaft . - 1953. - Bd. XXII, 1. - Kol. 63-64.
- Volkmann H. Popillius 29 // Paulys Realencyclopädie der classischen Altertumswissenschaft . - 1953. - Bd. XXII, 1. - Kol. 64.
- Volkmann H. Popillius 30 // Paulys Realencyclopädie der classischen Altertumswissenschaft . - 1953. - Bd. XXII, 1. - Kol. 64.